# Henry Frederick Baker
Henry Frederick Baker, britanski matematik, * 3. julij 1866, † 17. marec 1956.
Leta 1898 je bil izvoljen v Kraljevo družbo. Leta 1905 je prejel De Morganovo medaljo in leta 1910 še Sylvestrovo medaljo.